# UCI Asia Tour 2015
El UCI Asia Tour 2015 es la undécima edición del calendario ciclístico internacional asiático. Se inició el 1 de febrero de 2015 con el Tour de Filipinas y finalizó el 19 de diciembre del mismo año en Catar, con el Tour de Al Zubarah

## Equipos
Los equipos que pueden participar en las diferentes carreras dependen de la categoría de las mismas. A mayor nivel de una carrera pueden participar equipos de más nivel. Los equipos UCI ProTeam, solo pueden participar de las carreras .HC y .1 pero tienen cupo limitado para competir, y los puntos que logran sus ciclistas no van a la clasificación. 
| Categoría      | Categoría                       | Equipos |
| -------------- | ------------------------------- | --- |
| .HC            | 1.HC (Carrera de un día)        | * ProTeam (max 65%) * Profesionales Continentales * Continentales * Selecciones nacionales                 |
| .HC            | 2.HC (Carrera de varios días)   | * ProTeam (max 65%) * Profesionales Continentales * Continentales * Selecciones nacionales                 |
| .1             | 1.1 (Carrera de un día)         | * ProTeam (max 50%) * Profesionales Continentales * Continentales * Selecciones nacionales                 |
| .1             | 2.1 (Carrera de varios días)    | * ProTeam (max 50%) * Profesionales Continentales * Continentales * Selecciones nacionales                 |
| .2             | 1.2 (Carrera de un día)         | * Profesionales Continentales * Continentales * Selecciones nacionales * Selecciones regionales * Amateurs |
| .2             | 2.2 (Carrera de varios días)    | * Profesionales Continentales * Continentales * Selecciones nacionales * Selecciones regionales * Amateurs |
| .Ncup (sub-23) | 1.Ncup (Carrera de un día)      | * Selecciones nacionales * Selecciones mixtas                                                              |
| .Ncup (sub-23) | 2.Ncup (Carrera de varios días) | * Selecciones nacionales * Selecciones mixtas                                                              |

## Calendario

### Febrero
| Fecha | Carrera                            | Cat. | Ganador        | Equipo                  |
| ----- | ---------------------------------- | ---- | -------------- | ----------------------- |
| 1-4   | Tour de Filipinas                  | 2.2  | Thomas Lebas   | Bridgestone Anchor      |
| 4-7   | Tour de Dubái                      | 2.HC | Mark Cavendish | Etixx-Quick Step        |
| 8-13  | Tour de Catar                      | 2.HC | Niki Terpstra  | Etixx-Quick Step        |
| 11    | Campeonato Asiático en Ruta Sub-23 | CC   | Yuma Koishi    | CCT p/b Champion System |
| 12    | Campeonato Asiático en Ruta Elite  | CC   | Hossein Askari | Pishgaman Yazd          |
| 17-22 | Tour de Omán                       | 2.HC | Rafael Valls   | Lampre-Merida           |

### Marzo
| Fecha | Carrera          | Cat. | Ganador             | Equipo               |
| ----- | ---------------- | ---- | ------------------- | -------------------- |
| 8-15  | Tour de Langkawi | 2.HC | Youcef Reguigui     | MTN-Qhubeka          |
| 22-26 | Tour de Taiwán   | 2.1  | Mirsamad Pourseyedi | Tabriz Petrochemical |

### Abril
| Fecha | Carrera           | Cat. | Ganador           | Equipo       |
| ----- | ----------------- | ---- | ----------------- | ------------ |
| 1-6   | Tour de Tailandia | 2.2  | Yasuharu Nakajima | Aisan Racing |

### Mayo
| Fecha | Carrera                 | Cat. | Ganador             | Equipo                    |
| ----- | ----------------------- | ---- | ------------------- | ------------------------- |
| 6-9   | Tour de Banyuwangi Ijen | 2.2  | Peter Pouly         |                           |
| 17-24 | Tour de Japón           | 2.1  | Mirsamad Pourseyedi | Tabriz Petrochemical Team |
| 28-31 | Tour de Kumano          | 2.2  | Benjamin Prades     | Matrix-Powertag           |
| 28-1  | Tour de Irán            | 2.1  | Mirsamad Pourseyedi | Tabriz Petrochemical Team |

### Junio
| Fecha | Carrera       | Cat. | Ganador    | Equipo          |
| ----- | ------------- | ---- | ---------- | --------------- |
| 7-14  | Tour de Corea | 2.1  | Caleb Ewan | Orica GreenEDGE |

### Julio
| Fecha | Carrera                | Cat. | Ganador         | Equipo      |
| ----- | ---------------------- | ---- | --------------- | ----------- |
| 5-18  | Vuelta al Lago Qinghai | 2.HC | Radoslav Rogina | Adria Mobil |

### Septiembre
| Fecha | Carrera          | Cat. | Ganador              | Equipo             |
| ----- | ---------------- | ---- | -------------------- | ------------------ |
| 11-13 | Tour de Hokkaido | 2.2  | Riccardo Stacchiotti | Nippo-Vini Fantini |

### Octubre
| Fecha | Carrera                   | Cat. | Ganador         | Equipo                 |
| ----- | ------------------------- | ---- | --------------- | ---------------------- |
| 2-9   | Tour de China I           | 2.1  | Daniele Colli   | Nippo-Vini Fantini     |
| 3-11  | Tour de Singkarak         | 2.2  | Arvin Moazemi   | Pishgaman Giant Team   |
| 4     | Tour de Almaty            | 1.1  | Alexey Lutsenko | Astana Pro Team        |
| 8-11  | Tour de Abu Dhabi         | 2.1  | Esteban Chaves  | Orica GreenEDGE        |
| 11-18 | Tour de China II          | 2.1  | Mattia Gavazzi  | Amore & Vita-Selle SMP |
| 18    | Japan Cup Cycle Road Race | 1.HC | Bauke Mollema   | Trek Factory Racing    |
| 20-28 | Tour de Hainan            | 2.HC | Sacha Modolo    | Lampre-Merida          |
| 31-8  | Tour del Lago Taihu       | 2.1  | Jakub Mareczko  | Southeast              |
| 31-4  | Tour de Borneo            | 2.2  | Peeter Pruus    | Rietumu-Delfin         |

### Noviembre
| Fecha | Carrera          | Cat. | Ganador             | Equipo           |
| ----- | ---------------- | ---- | ------------------- | ---------------- |
| 8     | Tour de Okinawa  | 1.2  | Jason Christie      | Avanti           |
| 10-11 | Tour de Yancheng | 2.2  | Evaldas Siskevicius | Marseille 13-KTM |
| 14-16 | Tour de Fuzhou   | 2.2  | Rahim Emami         | Pishgaman-Giant  |
| 28-1  | Sharjah Tour     | 2.2  | Soufiane Haddi      | Sky Dive Dubai   |

### Diciembre
| Fecha | Carrera                            | Cat. | Ganador           | Equipo         |
| ----- | ---------------------------------- | ---- | ----------------- | -------------- |
| 2     | Copa de los Emiratos Árabes Unidos | 1.2  | Maher Hasnaoui    | Sky Dive Dubai |
| 9-13  | Jelajah Malaysia                   | 2.2  | Francisco Mancebo | Sky Dive Dubai |
| 16-19 | Tour de Al Zubarah                 | 2.2  | Maher Hasnaoui    | Sky Dive Dubai |

## Clasificaciones
- Nota: Las tablas de posiciones están actualizadas al 25 de diciembre.

### Individual
La integran todos los ciclistas que logren puntos pudiendo pertenecer tanto a equipos amateurs como profesionales, excepto los ciclistas de equipos UCI ProTeam.
| Posición | Ciclista            | Puntos |
| -------- | ------------------- | ------ |
| 1.º      | Mirsamad Pourseyedi | 378    |
| 2.º      | Jakub Mareczko      | 362    |
| 3.º      | Andrea Palini       | 356    |
| 4.º      | Hossein Askari      | 335    |
| 5.º      | Mattia Gavazzi      | 333    |
| 6.º      | Rahim Emami         | 239    |
| 7.º      | Patrick Bevin       | 198    |
| 8.º      | Marko Kump          | 178    |
| 9.º      | Francisco Mancebo   | 169    |
| 10.º     | Youcef Reguigui     | 163    |

| 11.º | Hossein Alizadeh   | 162 |
| 12.º | Nicolas Marini     | 160 |
| 13.º | Daniele Colli      | 159 |
| 14.º | Radoslav Rogina    | 156 |
| 15.º | Oleksandr Polivoda | 149 |
| 16.º | Benjamín Prades    | 142 |
| 17.º | Marco Zanotti      | 130 |
| 18.º | Wouter Wippert     | 121 |
| 19.º | Soufiane Haddi     | 118 |
| 20.º | Yousef Mirza       | 94  |

### Equipos
Solo reservada para equipos profesionales de categoría Profesional Continental (2ª categoría) y Continental (3ª categoría), quedando excluidos tanto los UCI ProTeam como los amateurs. Se confecciona con la sumatoria de puntos que obtenga un equipo con sus 8 mejores corredores en la clasificación individual. La clasificación también la integran equipos que no estén registrados en el continente.
| Posición | Equipo               | Puntos |
| -------- | -------------------- | ------ |
| 1.º      | Pishgaman-Giant      | 956    |
| 2.º      | Tabriz Petrochemical | 726    |
| 3.º      | Nippo-Vini Fantini   | 542    |
| 4.º      | Southeast            | 539    |
| 5.º      | RTS-Santic           | 476    |

| 6.º  | Kolss-BDC                       | 422 |
| 7.º  | Sky Dive Dubai Pro Cycling Team | 414 |
| 8.º  | Adria Mobil                     | 383 |
| 9.º  | Avanti Racing Team              | 380 |
| 10.º | Amore & Vita-Selle SMP          | 358 |

### Países
Se confecciona mediante los puntos de los 10 mejores ciclistas de un país, no solo los que logren en este Circuito Continental, sino también los logrados en todos los circuitos. E incluso si un corredor de un país de este circuito, solo logra puntos en otro circuito (Europa, Asia, África, Oceanía), sus puntos van a esta clasificación. Al igual que en la clasificación individual, los ciclistas pueden pertenecer tanto a equipos amateurs como profesionales, excepto los ciclistas de equipos UCI ProTeam.
| Posición | País          | Puntos |
| -------- | ------------- | ------ |
| 1.º      | Irán          | 1643   |
| 2.º      | Kazajistán    | 602    |
| 3.º      | Japón         | 541    |
| 4.º      | Corea del Sur | 276    |
| 5.º      | Filipinas     | 264    |

| 6.º  | Hong Kong  | 248 |
| 7.°  | Malasia    | 210 |
| 8.º  | Uzbekistán | 174 |
| 9.º  | Siria      | 165 |
| 10.º | Kirguistán | 159 |

### Países sub-23
| Posición | País          | Puntos |
| -------- | ------------- | ------ |
| 1.º      | Kazajistán    | 283    |
| 2.º      | Irán          | 167    |
| 3.º      | Corea del Sur | 135    |
| 4.º      | Japón         | 99     |
| 5.º      | Hong Kong     | 83     |

### Evolución de las clasificaciones
| Fecha            | Clasificación individual | Clasificación por equipos | Clasificación por países | Clasificación por países sub-23 |
| ---------------- | ------------------------ | ------------------------- | ------------------------ | ------------------------------- |
| 25 de enero      | -                        | -                         | Emiratos Árabes Unidos   | -                               |
| 25 de febrero    | Hossein Askari           | Pishgaman-Giant           | Irán                     | Japón                           |
| 25 de marzo      | Youcef Reguigui          | MTN-Qhubeka               | Irán                     | Japón                           |
| 25 de abril      | Hossein Askari           | Pishgaman-Giant           | Irán                     | Japón                           |
| 25 de mayo       | Hossein Askari           | Pishgaman-Giant           | Irán                     | Irán                            |
| 25 de junio      | Mirsamad Pourseyedi      | Pishgaman-Giant           | Irán                     | Irán                            |
| 25 de julio      | Mirsamad Pourseyedi      | Pishgaman-Giant           | Irán                     | Kazajistán                      |
| 15 de agosto     | Mirsamad Pourseyedi      | Pishgaman-Giant           | Irán                     | Kazajistán                      |
| 25 de agosto     | Mirsamad Pourseyedi      | Pishgaman-Giant           | Irán                     | Kazajistán                      |
| 25 de septiembre | Mirsamad Pourseyedi      | Pishgaman-Giant           | Irán                     | Kazajistán                      |
| 25 de octubre    | Mirsamad Pourseyedi      | Pishgaman-Giant           | Irán                     | Kazajistán                      |
| 25 de noviembre  | Mirsamad Pourseyedi      | Pishgaman-Giant           | Irán                     | Kazajistán                      |
| 25 de diciembre  | Mirsamad Pourseyedi      | Pishgaman-Giant           | Irán                     | Kazajistán                      |
| Final            | Mirsamad Pourseyedi      | Pishgaman-Giant           | Irán                     | Kazajistán                      |